# Nicholas Opoku
Nicholas Opoku (Kumasi, Región de Ashanti, Ghana, 11 de agosto de 1997) es un futbolista ghanés que juega como defensa en el Kasımpaşa S. K. de la Superliga de Turquía. También es internacional con la selección de fútbol de Ghana.

## Trayectoria
Opoku inició su carrera con el Kumasi Corner Babies, equipo de su ciudad, hasta que se trasladó al Berekum Chelsea de la Liga Premier de Ghana, club con el que destacó al punto de ganarse un nombre y un llamado a la selección ghanesa.
El 11 de agosto de 2017, firma por tres años con el Club Africain, uno de los clubes más importantes de Túnez que participa en el Championnat de Ligue Profesionelle 1. En su primera y única temporada, la 2017/18, Opoku se hizo un espacio en el once titular, jugando la final de la Copa de Túnez y saliendo campeón además de ocupar el segundo lugar en liga. También disputó las etapas de cuartos y semifinales de la Copa Confederación de la CAF 2017.

### Udinese
El 13 de julio de 2018, Opoku firma con el Udinese de la Serie A de Italia hasta el 30 de junio de 2022, pese a tener algún acercamiento con el Basilea de Suiza a inicios de año.
El 26 de agosto debutó con el Udinese en la segunda fecha de la liga frente a la Sampdoria, ingresando en el triunfo por 1-0 al minuto 93 en lugar de Valon Behrami. Jugó 11 partidos más, sin embargo no se terminó de afianzar en el equipo titular, sumado a una lesión que le hizo perder los últimos encuentros de la temporada.

### Amiens
El 28 de enero de 2020, el Amiens de Francia obtuvo su cesión con opción de compra hasta final de temporada. El 1 de febrero debutó como titular en el empate sin goles ante Toulouse.

## Selección nacional
Opoku forma parte de la selección de fútbol de Ghana, con la cual ha disputado 7 encuentros, 6 de ellos reconocidos por la FIFA.
Antes de llegar a la absoluta, jugó con las categorías sub-17 y sub-20. Con la sub-17 compitió en el Campeonato Africano Sub-17 de 2013, torneo en el cual se eliminaron en fase de grupos perdiendo la chance de clasificar a la Copa Mundial de Fútbol Sub-17 de 2013. Con la sub-20 fue incluido en la lista provisional de 35 jugadores para disputar la Copa Mundial de Fútbol Sub-20 de 2015, sin embargo no entró en la lista final. Tampoco pudo clasificar con Ghana al Campeonato Africano Sub-20 de 2017.
El 1 de julio de 2017, Opoku debutó en un amistoso con la selección absoluta en la derrota por 2-1 frente a Estados Unidos, ingresando al minuto 38 por Rashid Sumaila que abandonó el terreno de juego por lesión.

## Clubes y estadísticas
Actualizado el 30 de mayo de 2025.
| Berekum Chelsea F. C. Ghana | 2015          | 1.ª           | 8   | 0 | 0 | 0 | — | — | 8   | 0 |
| Berekum Chelsea F. C. Ghana | 2016          | 1.ª           | 19  | 1 | 0 | 0 | — | — | 19  | 1 |
| Berekum Chelsea F. C. Ghana | 2017          | 1.ª           | 19  | 1 | 0 | 0 | — | — | 19  | 1 |
| Berekum Chelsea F. C. Ghana | Total club    | Total club    | 46  | 2 | 0 | 0 | 0 | 0 | 46  | 2 |
| Club Africain Túnez | 2017-18       | 1.ª           | 18  | 0 | 2 | 0 | 4 | 0 | 24  | 0 |
| Club Africain Túnez | Total club    | Total club    | 18  | 0 | 2 | 0 | 4 | 0 | 24  | 0 |
| Udinese Calcio · Italia | 2018-19       | 1.ª           | 12  | 0 | 0 | 0 | — | — | 12  | 0 |
| Udinese Calcio · Italia | 2019-20       | 1.ª           | 7   | 0 | 3 | 0 | — | — | 10  | 0 |
| Udinese Calcio · Italia | Total club    | Total club    | 19  | 0 | 3 | 0 | 0 | 0 | 22  | 0 |
| Amiens S. C. Francia | 2019-20       | 1.ª           | 7   | 0 | 0 | 0 | — | — | 7   | 0 |
| Amiens S. C. Francia | 2020-21       | 2.ª           | 27  | 0 | 2 | 0 | — | — | 29  | 1 |
| Amiens S. C. Francia | 2021-22       | 2.ª           | 8   | 0 | 0 | 0 | — | — | 8   | 0 |
| Amiens S. C. Francia | 2022-23       | 2.ª           | 34  | 0 | 1 | 0 | — | — | 35  | 0 |
| Amiens S. C. Francia | 2023-24       | 2.ª           | 23  | 0 | 0 | 0 | — | — | 23  | 0 |
| Amiens S. C. Francia | Total club    | Total club    | 99  | 0 | 3 | 0 | 0 | 0 | 102 | 0 |
| Kasımpaşa S. K. Turquía | 2024-25       | 1.ª           | 27  | 0 | 0 | 0 | ― | ― | 27  | 0 |
| Kasımpaşa S. K. Turquía | Total club    | Total club    | 27  | 0 | 0 | 0 | 0 | 0 | 27  | 0 |
| Total carrera | Total carrera | Total carrera | 209 | 2 | 8 | 0 | 4 | 0 | 221 | 2 |
| (1)No se tienen datos completos sobre su participación en la liga ghanesa en 2015. (2)Incluye datos de la Copa de Túnez (2017/18) y la Copa Italia (2019/20) y Copa de Francia. No se tienen datos sobre su participación en la Copa de Ghana (2015, 2016 y 2017) ni la Elite Cup (2015). (3)Incluye datos de la Copa Confederación de la CAF (2017). |               |               |     |   |   |   |   |   |     |   |

### Selección nacional
| \| PJ \| Fecha \| Ciudad \| Local \| Resultado \| Visitante \| Competición \| Goles \| Asist. \| \| ----- \| ---------- \| ------------- \| -------------- \| --------- \| ---------- \| -------------------------- \| ----- \| ------ \| \| 1. \| 01-07-2017 \| East Hartford \| Estados Unidos \| 2–1 \| Ghana \| Amistoso \| 0 \| 0 \| \| 2. \| 07-10-2017 \| Kampala \| Uganda \| 0–0 \| Ghana \| Clasif. Copa Mundial 2018 \| 0 \| 0 \| \| 3. \| 10-10-2017 \| Yeda \| Arabia Saudita \| 0–3 \| Ghana \| Amistoso \| 0 \| 0 \| \| 4. \| 30-05-2018 \| Yokohama \| Japón \| 0–2 \| Ghana \| Amistoso \| 0 \| 0 \| \| 5. \| 07-06-2018 \| Reikiavik \| Islandia \| 2–2 \| Ghana \| Amistoso \| 0 \| 0 \| \| 6. \| 08-09-2018 \| Kasarani \| Kenia \| 1–0 \| Ghana \| Clasif. Copa Africana 2019 \| 0 \| 0 \| \| 7. \| 26-03-2019 \| Acra \| Ghana \| 3–1 \| Mauritania \| Amistoso \| 0 \| 0 \| \| Total \| \| Presencias \| 7 \| \| \| Goles y asistencias \| 0 \| 0 \| |            |               |                |           |            |                            |       |        |
| PJ | Fecha      | Ciudad        | Local          | Resultado | Visitante  | Competición                | Goles | Asist. |
| 1. | 01-07-2017 | East Hartford | Estados Unidos | 2–1       | Ghana      | Amistoso                   | 0     | 0      |
| 2. | 07-10-2017 | Kampala       | Uganda         | 0–0       | Ghana      | Clasif. Copa Mundial 2018  | 0     | 0      |
| 3. | 10-10-2017 | Yeda          | Arabia Saudita | 0–3       | Ghana      | Amistoso                   | 0     | 0      |
| 4. | 30-05-2018 | Yokohama      | Japón          | 0–2       | Ghana      | Amistoso                   | 0     | 0      |
| 5. | 07-06-2018 | Reikiavik     | Islandia       | 2–2       | Ghana      | Amistoso                   | 0     | 0      |
| 6. | 08-09-2018 | Kasarani      | Kenia          | 1–0       | Ghana      | Clasif. Copa Africana 2019 | 0     | 0      |
| 7. | 26-03-2019 | Acra          | Ghana          | 3–1       | Mauritania | Amistoso                   | 0     | 0      |
| Total |            | Presencias    | 7              |           |            | Goles y asistencias        | 0     | 0      |

## Palmarés

### Títulos nacionales
| Título        | Club          | País  | Año     |
| ------------- | ------------- | ----- | ------- |
| Copa de Túnez | Club Africain | Túnez | 2017-18 |